# 湖

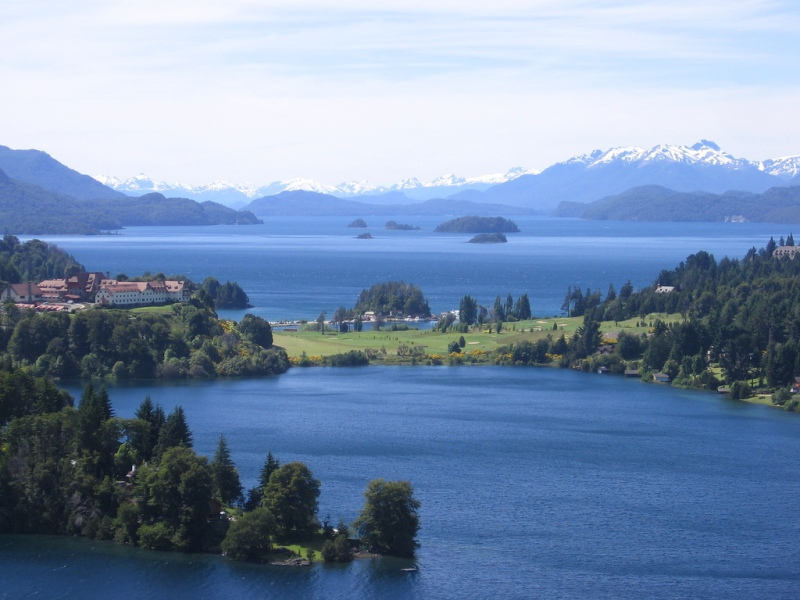
ナウエル・ウアピ湖。アルゼンチンにある氷河湖。

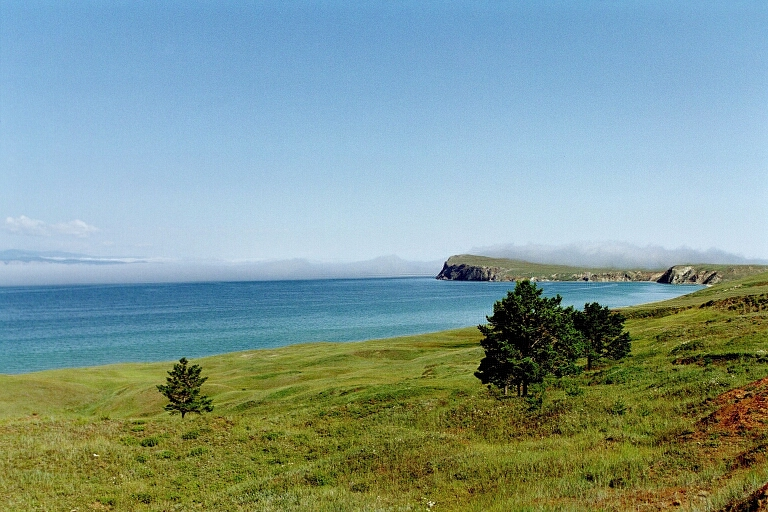
ロシアにあるバイカル湖。面積は31,722 km^{2}で世界7位（それでも日本最大の湖の琵琶湖の約46倍）。深さは1,637mで世界1位。

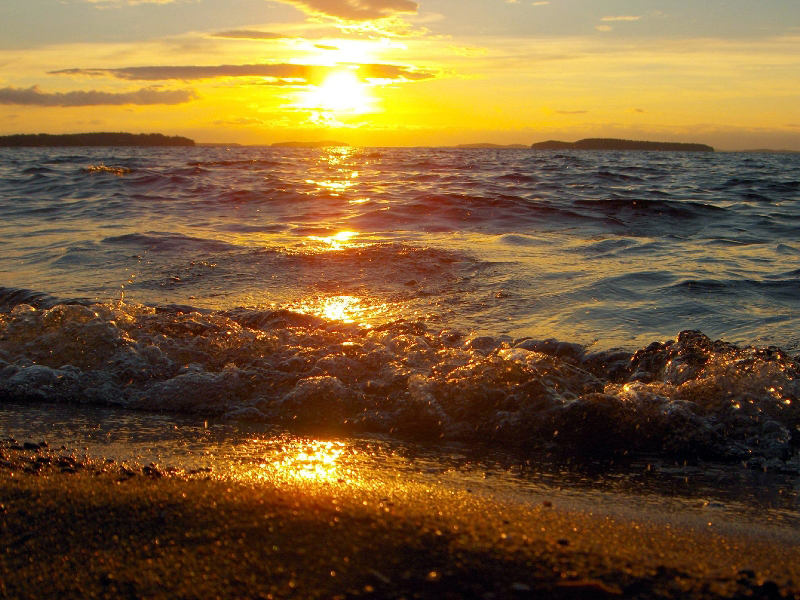
サイマー湖、フィンランドで最大の湖、ヨーロッパで4番目に大きい湖

湖（みずうみ、こ、英語: lake）は、湖沼のうち比較的大きなもの。湖沼学や陸水学に基づく分類、水質、形成要因などについては湖沼も参照のこと。

## 概説

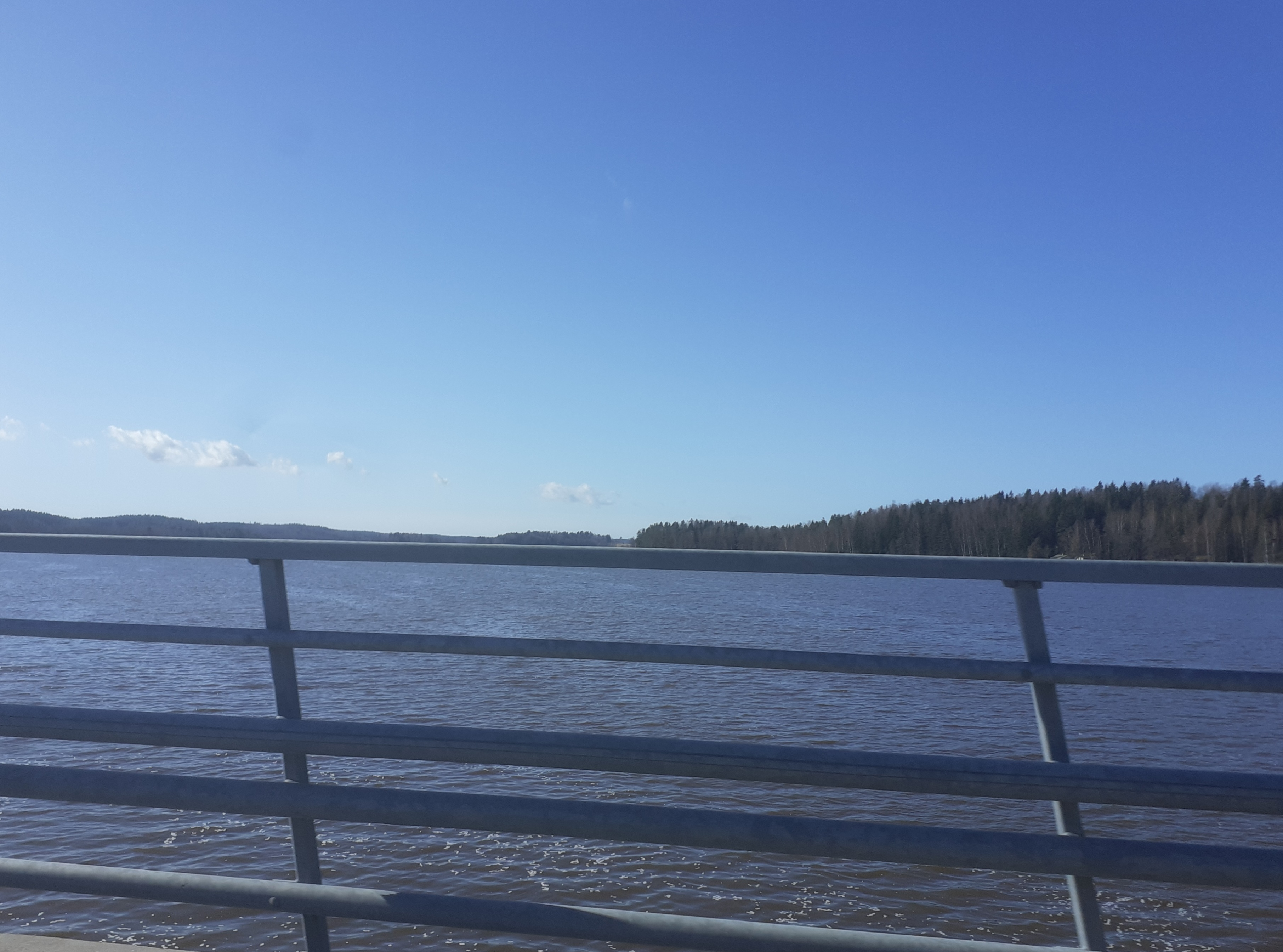
ロホヤのヒイデンベシ湖

### 「湖」の語義
中国において「湖」とは陸地を広く覆う水域を表す言葉であり、特に中国最大の湖であった洞庭湖のことを指して用いられることもある。例えば洞庭湖の南北に位置する地域は湖南省あるいは湖北省と呼ばれている。
日本の「みずうみ」は「水海」の意味で、広い水面のことを古くは「み」や「うみ」といった。また、海水の水域を「潮海」と呼ぶのに対し、淡水の水域は「淡海」（あわうみ、あうみ、おおみ）と呼ばれており、もともとは琵琶湖のことであった。滋賀県の琵琶湖は、日本最大の湖である。近江国の国名は淡海（琵琶湖）に「江」（大川の意味） を当てたものといわれ、一説には遠江国の国名は「とおつおおみ」のことで浜名湖（古代は淡水湖）に由来するといわれている。

### 地名との関係性
湖沼学では植物が侵入できないほど深い水底を持つかどうかで、深いものを湖と浅いものを沼に分類するが、この分類は固有の地名には当てはまらない。例えば奥日光の菅沼（最大水深92m）などは水深の深い湖である。ただ、福島県の「沼沢沼」が「沼沢湖」、静岡県の「狸沼」が「田貫湖」となるなど改称する池沼が増えている。
また、「湖」と「海」の概念の区分も言葉の上で必ずしも明確でない。ドイツ語 See には「湖」「海」の両方の意味があり、仏 mer・西 mar・伊 mare・独 Meer は「海」を意味するのに、同語源の蘭 meer が「湖」の意味でもある。カスピ海・アラル海のように、外海と一切のつながりを持たない湖に「海」の呼称が付いている例もある。

## 具体例
以下を参照のこと。
- 湖沼の一覧
  - 湖沼の一覧 (面積順)

## 水運利用
大きな湖はしばしば水運のために利用される。特に五大湖や太湖は周辺に運河を巡らせ、地域における重要な輸送拠点となっている。ボーデン湖はライン川水運の拠点であり、チチカカ湖はボリビアとペルーを結ぶ重要な交通路の一つとなっている。日本においても琵琶湖は古代から江戸時代まで北陸地方と畿内とを結ぶ重要な輸送路として利用されていた。

## 湖にまつわる文化
伝説
湖に関しては古来様々な伝説が語り継がれてきた。たとえば世界中の多くの湖には怪物や神聖な生き物が住むという伝説があり、離れた場所にある湖が地下でつながっているという伝説も見られる。イシク・クルや猪苗代湖などには湖底に沈められた街や村についての伝説が残されている。また、八郎潟には名称の由来として、龍の姿になった八郎という男の伝承がある。
比喩
美しい湖はしばしば宝石にたとえられる。例えばロシアのバイカル湖は「シベリアの青い真珠」、トルコのエーリディル湖は「アナトリアの青い宝石」と呼ばれる。
また、 飲用水や工業・農業用水などの貯水の機能を持つ場合、「水瓶」と表現されることがある（例：琵琶湖は「近畿の水瓶」と呼ばれることがある）。

## 湖を題材とした作品
「Category:湖を題材とした作品」「Category:湖を題材とした楽曲」参照